# BMD Systemhaus
Die BMD Systemhaus GesmbH ist ein Softwarehersteller mit Sitz in Steyr. Das Unternehmen wurde 1972 gegründet und hat weitere Standorte in Deutschland, der Schweiz, Ungarn und in der Slowakei. Das Unternehmen entwickelt Business Software für Steuerberatungs- und Wirtschaftsprüfungskanzleien sowie für kleine und mittlere Unternehmen (KMU) und ist österreichischer Marktführer bei Steuerberatern, bei Rechnungswesen-Softwarelösungen und bei Lohnabrechnungssystemen.

## Geschichte
1972 wurde die Büromaschinen für Datenerfassung und Aufbereitung Vertrieb G.m.b.H. in Neuzeug gegründet, die betriebswirtschaftliche Programme herstellte und Computer verkaufte. 1993 erfolgte der Umzug ins neue Betriebsgebäude in Steyr. 1996 wurde der Firmenname auf BMD Systemhaus GesmbH geändert.
BMD beschäftigte 2022 etwa 780 Mitarbeitende und betreute mehr als 30.000 Kunden und Kundinnen.  2023 erwirtschaftete BMD einen Umsatz von mehr als 90 Mio. Euro.

## Produkte
Das Unternehmen bietet Software-Lösungen für folgende Bereiche:
- Finanzbuchhaltung
- Lohnverrechnung
- Controlling / Kostenrechnung
- Bilanz / Anlagenbuchhaltung / Steuern
- Customer-Relation-Management (CRM)
- Zeiterfassung
- Personalmanagement
- Projektmanagement / Leistungserfassung
- Warenwirtschaft (WWS) / Kasse / Produktionsplanung und -steuerung (PPS)
- Kanzleiverwaltung
- Wirtschaftsprüfung
- Leistungserfassung

Das Hauptprodukt des Unternehmens, die BMD NTCS, ist unter Windows-Betriebssystemen lauffähig, unterstützte Datenbanken sind Microsoft SQL Server und Oracle (bis 31. Oktober 2021). Die BMD Business Software kann auch auf mobilen Geräten verwendet werden.
Die Software ist in verschiedenen Landessprachen verfügbar (Deutsch, Englisch, Tschechisch, Slowakisch, Ungarisch, Slowenisch und Schweizerdeutsch) und wird laufend an die Legislative des jeweiligen Einsatzlandes angepasst.
BMD entwickelt gemeinsam mit dem Trauner Verlag Schulbücher, welche vom Unterrichtsministerium offiziell zur Ausbildung an den österreichischen Schulen approbiert sind und in verschiedenen Schulformen (HAK, HLW, HAS, Fachschulen, Berufsschulen, Fachhochschulen, Universitäten) im Einsatz sind. Schülerinnen und Schüler können darüber hinaus eine Zertifizierung absolvieren. BMD und der Trauner Verlag prämieren im Rahmen des School Award jährlich die besten Schülerinnen und Schüler sowie Klassen in den unterschiedlichen Kategorien.

## Auszeichnungen
- Pegasus Bronze 2023[8]
- kununu Top Company 2023
- sheconomy Top Female Workplace 2024[9]
- Preisträger "Austria’s Best Managed Companies" 2024[10]
- Preisträger “EY Entrepreneur Of The Year Award” 2021, 2022[11] und 2023[12]
- Top-Arbeitgeber des Wirtschaftsmagazins Trend 2022[13] und 2024[14]
- Beliebter Arbeitgeber 2024 des IMWF und Kurier 2024[15]
- Nominiert in der Kategorie Innovation beim Digital Impuls Award 2024[16]
- Zertifizierter „Familienfreundlicher Arbeitgeber“ im Audit „berufundfamilie“ 2022
- New Work Arbeitgeber 2021
- Best Workplace Award 2019[17]
- Superbrand 2019[18]
- Träger des BGF Gütesiegels 2017
- HERMES.Wirtschafts.Preis 2017[19]